# Zagubieni (seria 5)
Zagubieni (sezon 5) – piąta seria serialu telewizyjnego Zagubieni, która miała premierę 21 stycznia 2009 na antenie stacji ABC. Była to specjalna 3-godzinna premiera, w której zostały wyemitowane: odcinek podsumowujący sezon 4 (5x00) oraz dwa pierwsze odcinki 5 sezonu (5x01 i 5x02). Premiera V serii serialu odbyła się w TVP 10 września 2009 roku. Emitowano po jedynym odcinku o godzinie 21:15.
Finał 5 sezonu – dwugodzinny (odcinek 5x16-17) został pokazany 13 maja 2009. Również platforma cyfrowa n, dokładnie w tydzień po emisji w stacji ABC, rozpoczęła emisję 5 sezonu w wersji HD. Kolejną polską stacją, która rozpoczęła emisję 5 sezonu Zagubionych jest AXN. Premiera odbyła się 17 kwietnia 2009. Sezon ten koncentruje się na historii wyspy oraz Inicjatywy DHARMA.

## Obsada
- Naveen Andrews jako Sayid Jarrah
- Henry Ian Cusick jako Desmond Hume
- Jeremy Davies jako Daniel Faraday
- Michael Emerson jako Benjamin Linus
- Matthew Fox jako Jack Shephard
- Jorge Garcia jako Hugo „Hurley” Reyes
- Josh Holloway jako James „Sawyer” Ford / Jim LaFleur
- Daniel Dae Kim jako Jin-Soo Kwon (od odc. 5)
- Kim Yoon-jin jako Sun Kwon
- Ken Leung jako Miles Straume
- Evangeline Lilly jako Kate Austen
- Rebecca Mader jako Charlotte Lewis (Zagubieni) (do odc. 5)
- Elizabeth Mitchell jako Juliet Burke
- Terry O’Quinn jako John Locke
- Zuleikha Robinson jako Ilana

## Odcinki
Piąty sezon liczy 17 epizodów oraz odcinek powtarzający cały sezon 4.
| Nr | #     | Tytuł                                | Tytuł polski                       | Reżyseria        | Scenariusz                           | Premiera (ABC)   | Premiera w Polsce |
| --- | ----- | ------------------------------------ | ---------------------------------- | ---------------- | ------------------------------------ | ---------------- | --- |
| 87 | 1     | Because You Left                     | Ponieważ odeszliście               | Stephen Williams | Damon Lindelof, Carlton Cuse         | 21 stycznia 2009 | 28 stycznia 2009 (nSeriale VOD) 17 kwietnia 2009 (AXN) 10 września 2009 (TVP1)                                                         |
| Pozostali na wyspie rozbitkowie doświadczają przedziwnego skoku w czasie w momencie przesunięcia wyspy. Jack oraz Ben rozpoczynają poszukiwania mające zjednoczyć uratowaną szóstkę z lotu Oceanic 815. Hurley oraz Sayid wpadają w zasadzki w swych kryjówkach. W tym samym czasie Kate wraz z Aaronem ucieka z własnego domu, zaraz po tym jak dwóch prawników prosi o przeprowadzenie testów macierzyńskich. |       |                                      |                                    |                  |                                      |                  | |
| 88 | 2     | The Lie                              | Kłamstwo                           | Jack Bender      | Edward Kitsis, Adam Horowitz         | 21 stycznia 2009 | 28 stycznia 2009 (nSeriale VOD) 24 kwietnia 2009 (AXN) 17 września 2009 (TVP1)                                                         |
| Hurley oraz Sayid uciekają przed ścigającymi ich policjantami. Hurley wyznaje swojej matce, że szóstka uratowanych rozbitków kłamała na temat pozostałych. W tym czasie rozbitkowie na wyspie walczą z uzbrojonymi mężczyznami. Ben dowiaduje się, że ma tylko 70 godzin na zebranie wszystkich uratowanych i sprowadzenie ich na wyspę. |       |                                      |                                    |                  |                                      |                  | |
| 89 | 3     | Jughead                              | Jughead                            | Rod Holcomb      | Elizabeth Sarnoff, Paul Zbyszewski   | 28 stycznia 2009 | 4 lutego 2009 (nSeriale VOD) 1 maja 2009 (AXN) 24 września 2009 (TVP1)                                                                 |
| Desmond poszukuje matkę Daniela Faradaya i dowiaduje się od Charlesa Widmore’a, że jest ona w Los Angeles. Rozbitkowie na wyspie przenoszą się do roku 1954, gdzie Locke usiłuje przekonać Richarda Alperta, że jest z przyszłości. W tym czasie Faraday rozbraja bombę wodorową. |       |                                      |                                    |                  |                                      |                  | |
| 90 | 4     | The Little Prince                    | Mały Książę                        | Stephen Williams | Brian K. Vaughan, Melinda Hsu Taylor | 4 lutego 2009    | 11 lutego 2009 (nSeriale VOD) 8 maja 2009 (AXN) 1 października 2009 (TVP1)                                                             |
| Podczas drogi do Stacji Orchidea, rozbitkowie na wyspie przenoszą się w czasie do dnia, gdy urodził się Aaron, a następnie do 1988. Jin zostaje odnaleziony przez członków załogi Danielle Rousseau. W 2007 roku Jack, Kate, Sayid oraz Ben spotykają się, a Kate uświadamia sobie, że to Ben przysłał do niej prawników w sprawie Aarona. |       |                                      |                                    |                  |                                      |                  | |
| 91 | 5     | This Place Is Death                  | To miejsce niesie śmierć           | Paul Edwards     | Edward Kitsis, Adam Horowitz         | 11 lutego 2009   | 18 lutego 2009 (nSeriale VOD) 15 maja 2009 (AXN) 8 października 2009 (TVP1)                                                            |
| W 1988 Jin oraz załoga Rousseau zostają zaatakowani przez Czarny Dym podczas drogi do wieży radiowej. Charlotte, tuż przed śmiercią, wyznaje, że dorastała na wyspie. John Locke opuszcza wyspę po przekręceniu koła w zamrożonej komnacie. Poza wyspą Ben zabiera Jacka oraz Sun do Eloise Hawking, która okazuje się matką Daniela. W tym samym czasie odnajduje ją także Desmond. |       |                                      |                                    |                  |                                      |                  | |
| 92 | 6     | 316                                  | 316                                | Stephen Williams | Damon Lindelof, Carlton Cuse         | 18 lutego 2009   | 25 lutego 2009 (nSeriale VOD) 22 maja 2009 (AXN) 15 października 2009 (TVP1)                                                           |
| Eloise Hawking mówi, że szóstka uratowanych musi powrócić na wyspę. Jack, Kate, Hurley, Sun, Sayid oraz Ben wchodzą na pokład lotu 316 linii lotniczych Ajira Airways, które pilotuje Frank Lapidus. Na pokładzie przewożona jest także trumna z ciałem Johna Locke’a. Podczas lotu, po krótkim rozbłysku, rozbitkowie zostają z powrotem przeniesieni na wyspę. Jin odnajduje Jacka, Kate oraz Hurleya. |       |                                      |                                    |                  |                                      |                  | |
| 93 | 7     | The Life and Death of Jeremy Bentham | Życie i śmierć Jeremy’ego Benthama | Jack Bender      | Carlton Cuse, Damon Lindelof         | 25 lutego 2009   | 4 marca 2009 (nSeriale VOD) 29 maja 2009 (AXN) 22 października 2009 (TVP1)                                                             |
| Locke, który ożywa bezpośrednio po powrocie na wyspę, jest wypytywany przez innych rozbitków. Odnajduje się także ranny Ben. W retrospekcjach pojawia się nieudana misja Locke’a, aby sprowadzić ocaloną szóstkę na wyspę. Misja ta wspierana przez Charlesa Widmore’a oraz Matthew Abaddona kończy się zamordowaniem Locke’a przez Bena. |       |                                      |                                    |                  |                                      |                  | |
| 94 | 8     | LaFleur                              | LaFleur                            | Mark Goldman     | Elizabeth Sarnoff, Kyle Pennington   | 4 marca 2009     | 12 marca 2009 (nSeriale VOD) 5 czerwca 2009 (AXN) 29 października 2009 (TVP1)                                                          |
| Jack, Kate, Hurley oraz Jin pozostają w roku 1974. Wkradają się potajemnie do zabudowań projektu Dharma po uratowaniu ciężarnej Amy z rąk Innych. Okazuje się, że od trzech lat przebywają już tam Juliet oraz zakochany w niej Sawyer, który jest szefem ochrony projektu Dharma. |       |                                      |                                    |                  |                                      |                  | |
| 95 | 9     | Namaste                              | Namaste                            | Jack Bender      | Paul Zbyszewski, Brian K. Vaughan    | 18 marca 2009    | 25 marca 2009 (nSeriale VOD) 12 czerwca 2009 (AXN) 5 listopada 2009 (TVP1)                                                             |
| W roku 1977 Sawyer organizuje dla Jacka, Kate oraz Hurleya możliwość przyjęcia do projektu Dharma. Sayid zostaje odnaleziony przez Jina, jednakże musi udawać, że należy do Innych i dlatego zostaje uwięziony przez projekt Dharma. W 2007, zaraz po rozbiciu się lotu 316, Sun oraz Frank dowiadują się od Christiana Shepharda, że pozostali z ich lotu (Jack i inni) są uwięzieni w przeszłości. |       |                                      |                                    |                  |                                      |                  | |
| 96 | 10    | He’s Our You                         | On jest naszym Tobą                | Greg Yaitanes    | Edward Kitsis, Adam Horowitz         | 25 marca 2009    | 1 kwietnia 2009 (nSeriale VOD) 19 czerwca 2009 (AXN) 12 listopada 2009 (TVP1)                                                          |
| W roku 1977 Sayid nie chce współpracować z Sawyerem oraz członkami projektu Dharma. Chcą oni skazać go na śmierć. 12 letni Ben uwalnia Sayida, gdyż wierzy, że ten pomoże mu dołączyć do Innych. Jednakże podczas ucieczki Sayid strzela do dziecka. W retrospekcjach Sayid zostaje pojmany przez Ilanę, która jest łowcą głów i ma za zadanie sprowadzić go z powrotem na Guam. |       |                                      |                                    |                  |                                      |                  | |
| 97 | 11    | Whatever Happened, Happened          | Co się stało, to się nie odstanie  | Bobby Roth       | Carlton Cuse, Damon Lindelof         | 1 kwietnia 2009  | 8 kwietnia 2009 (nSeriale VOD) 26 czerwca 2009 (AXN) 19 listopada 2009 (TVP1)                                                          |
| Juliet nie jest w stanie uratować Bena po postrzale, a Jack odmawia pomocy. W wyniku tego Kate zabiera Bena do Innych, aby to oni pomogli uleczyć młodego Bena. Richard wyjaśnia, że leczenie odmieni Bena na zawsze. W retrospekcjach Kate decyduje się powrócić na wyspę, pozostawiając Aarona pod opieką jego babci. |       |                                      |                                    |                  |                                      |                  | |
| 98 | 12    | Dead Is Dead                         | Martwy jest martwy                 | Stephen Williams | Brian K. Vaughan, Elizabeth Sarnoff  | 8 kwietnia 2009  | 15 kwietnia 2009 (nSeriale VOD) 3 lipca 2009 (AXN) 26 listopada 2009 (TVP1)                                                            |
| W roku 2007 Ben oraz Locke podróżują do świątyni, gdzie Ben ma zostać osądzony za nieuratowanie od śmierci Alex. W międzyczasie Frank powraca na wyspę Hydra i bierze zakładników z rozbitków lotu 316. W retrospekcjach widzimy Bena porywającego Alex pod koniec lat 80. oraz jego konfrontację z Desmondem oraz Penny przed wejściem na pokład lotu 316. |       |                                      |                                    |                  |                                      |                  | |
| 99 | 13    | Some Like It Hoth                    | Niektórzy lubią Hoth               | Jack Bender      | Melinda Hsu Taylor, Greggory Nations | 15 kwietnia 2009 | 29 kwietnia 2009 (nSeriale VOD) 10 lipca 2009 (AXN) 3 grudnia 2009 (TVP1)                                                              |
| W roku 1977 Roger, ojciec Bena, podejrzewa Kate w związku ze zniknięciem Bena. Miles zostaje obarczony zadaniem zawiezienia zwłok jednego z pracowników do stacji Łabędź, do swojego ojca, doktora Changa. W retrospekcjach Miles dowiaduje się o własnych zdolnościach do rozmowy ze zmarłymi i dzięki temu zostaje zatrudniony przez Charlesa Widmore’a do podróży na wyspę na frachtowcu. |       |                                      |                                    |                  |                                      |                  | |
| 100 | 14    | The Variable                         | Zmienna                            | Paul Edwards     | Edward Kitsis, Adam Horowitz         | 29 kwietnia 2009 | 6 maja 2009 (nSeriale VOD) 17 lipca 2009 (AXN) 10 grudnia 2009 (TVP1)                                                                  |
| W roku 1977 Daniel Faraday powraca na wyspę z zamiarem ostrzeżenia jej mieszkańców przed katastrofą spowodowaną przez stację Łabędź. Jack, Kate oraz Daniel rozpoczynają strzelaninę z członkami projektu Dharma, co prowadzi do zdemaskowania Sawyera oraz Juliet. W retrospekcjach widzimy Daniela wraz z jego rodzicami - Eloise Hawking oraz Charlesem Widmore’em. |       |                                      |                                    |                  |                                      |                  | |
| 101 | 15    | Follow the Leader                    | Podążaj za przywódcą               | Stephen Williams | Paul Zbyszewski, Elizabeth Sarnoff   | 6 maja 2009      | 13 maja 2009 (nSeriale VOD) 24 lipca 2009 (AXN) 17 grudnia 2009 (TVP1)                                                                 |
| W roku 1977 Jack decyduje się podążyć wskazówkami Faradaya i zdetonować bombę wodorową, mimo że Kate nie zgadza się z tą radą. Doktor Chang przekonuje projekt Dharma do ewakuacji z wyspy, pozwalając Sawyerowi, Kate oraz Juliet wejść na pokład łodzi podwodnej i opuścić wyspę. W roku 2007 Locke powraca do Innych oraz do Richarda, którzy towarzyszą mu w podróży mającej na celu zabicie Jacoba. |       |                                      |                                    |                  |                                      |                  | |
| 102 103 | 16 17 | The Incident (Part 1-2)              | Incydent (Część 1-2)               | Jack Bender      | Damon Lindelof, Carlton Cuse         | 13 maja 2009     | 20 maja 2009 (nSeriale VOD) Część 1: 31 lipca 2009 (AXN) 7 stycznia 2010 (TVP1) Część 2: 7 sierpnia 2009 (AXN) 14 stycznia 2010 (TVP1) |
| W roku 1977 rozbitkowie starają się zdetonować bombę na stacji badawczej Łabędź. Dochodzi do zakłóceń elektromagnetycznych, w wyniku których Juliet zostaje wciągnięta do szybu wiertniczego. To właśnie ona detonuje bombę w ostatniej scenie odcinka. W roku 2007 Locke oraz Inni podróżują do miejsca, gdzie znajduje się dziwny posąg o czterech palcach. Spodziewają się tam znaleźć Jacoba. Locke okazuje się jednak oszustem, gdyż w jego postać wcielił się dawny znajomy Jacoba, który zmanipulował Bena tak, aby to on zabił Jacoba. W retrospekcjach widzimy Jacoba, który odwiedzał wcześniej wielu późniejszych rozbitków. |       |                                      |                                    |                  |                                      |                  | |

## Odcinki specjalne
| S9                                                                                  | Lost: Destiny Calls              | Doug Hutchison   | 21 stycznia 2009 | brak danych |
| Odcinek specjalny wyemitowany przed odcinkiem Because You Left.                     |                                  |                  |                  |             |
| S10                                                                                 | Lost: The Story of the Oceanic 6 | Nestor Carbonell | 22 kwietnia 2009 | brak danych |
| Odcinek specjalny wyemitowany pomiędzy odcinkiem Some Like It Hoth, a The Variable. |                                  |                  |                  |             |
| S11                                                                                 | Lost: A Journey in Time          | Michael Emerson  | 13 maja 2009     | brak danych |
| Odcinek specjalny wyemitowany pomiędzy odcinkiem Follow the Leader, a The Incident. |                                  |                  |                  |             |